# Glen Murray (Politiker)

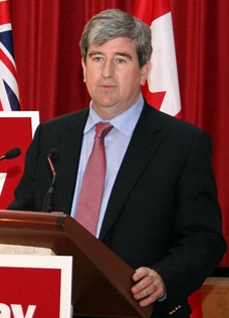
Glen Murray

Glen Murray (* 26. Oktober 1957 in Montreal, Québec) ist ein kanadischer Politiker.

## Leben
In seiner Schulzeit besuchte Murray das John Abbott College und studierte an der Concordia University in Montreal. Von 1998 bis 2004 war er Bürgermeister der Stadt Winnipeg. Seine Vorgängerin im Amt des Bürgermeisters war Susan Thompson, sein Nachfolger wurde Sam Katz. Seit dem 4. Februar 2010 ist Murray als Abgeordneter in der Legislativversammlung von Ontario vertreten. Seit August 2010 ist er Forschungs- und Innovationsminister in der Provinz Ontario. Murray ist Mitglied der Ontario Liberal Party.
Murray ist mit Rick Neves verheiratet und hat ein Kind. Er lebt mit seiner Familie in Toronto.